# Shevchenko (Merkurkrater)
Shevchenko ist ein Einschlagkrater auf dem Planeten Merkur mit einem Durchmesser von 143,33 km.
Der Krater wurde von der Internationalen Astronomischen Union (IAU) 1976 nach dem ukrainischen Dichter Taras Schewtschenko (1814–1861) benannt. Er befindet sich im Süden des Planeten in der Solitudo-Hermae-Trismegisti-Albedoformation.

## Weblinks

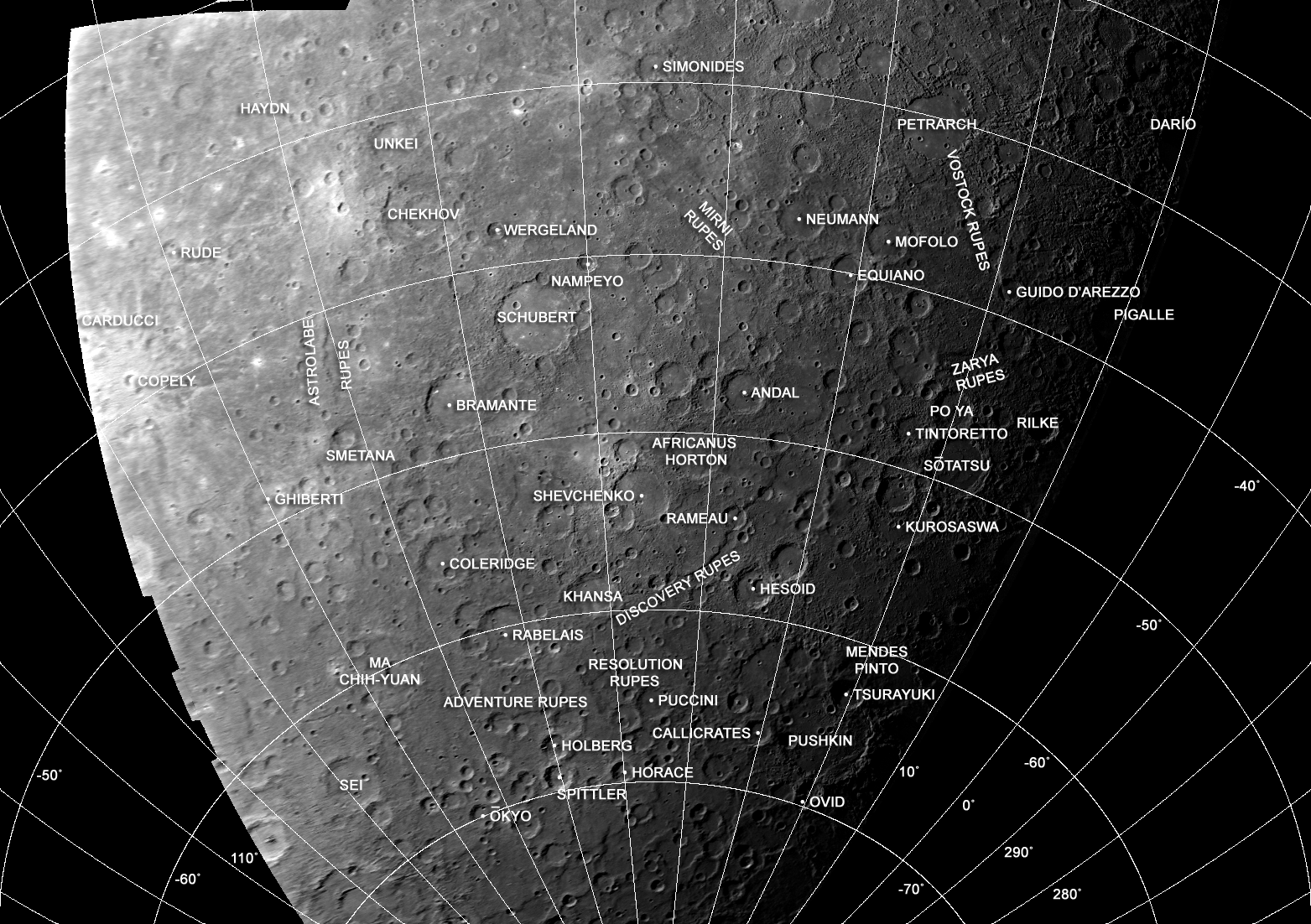
Fotomosaik aus Bildern der Mariner 10-Mission. Der Shevchenko-Krater liegt in Bildmitte.